# Duripelta scuta
Duripelta scuta là một loài nhện trong họ Orsolobidae.
Loài này thuộc chi Duripelta. Duripelta scuta được Raymond Robert Forster & Norman I. Platnick miêu tả năm 1985.